# Martin Remané
Martin Remané (* 23. März 1901 in Berlin; † 20. Dezember 1995 ebenda) war ein deutscher Lyriker, Nachdichter und Übersetzer in der DDR.

## Leben und Werk

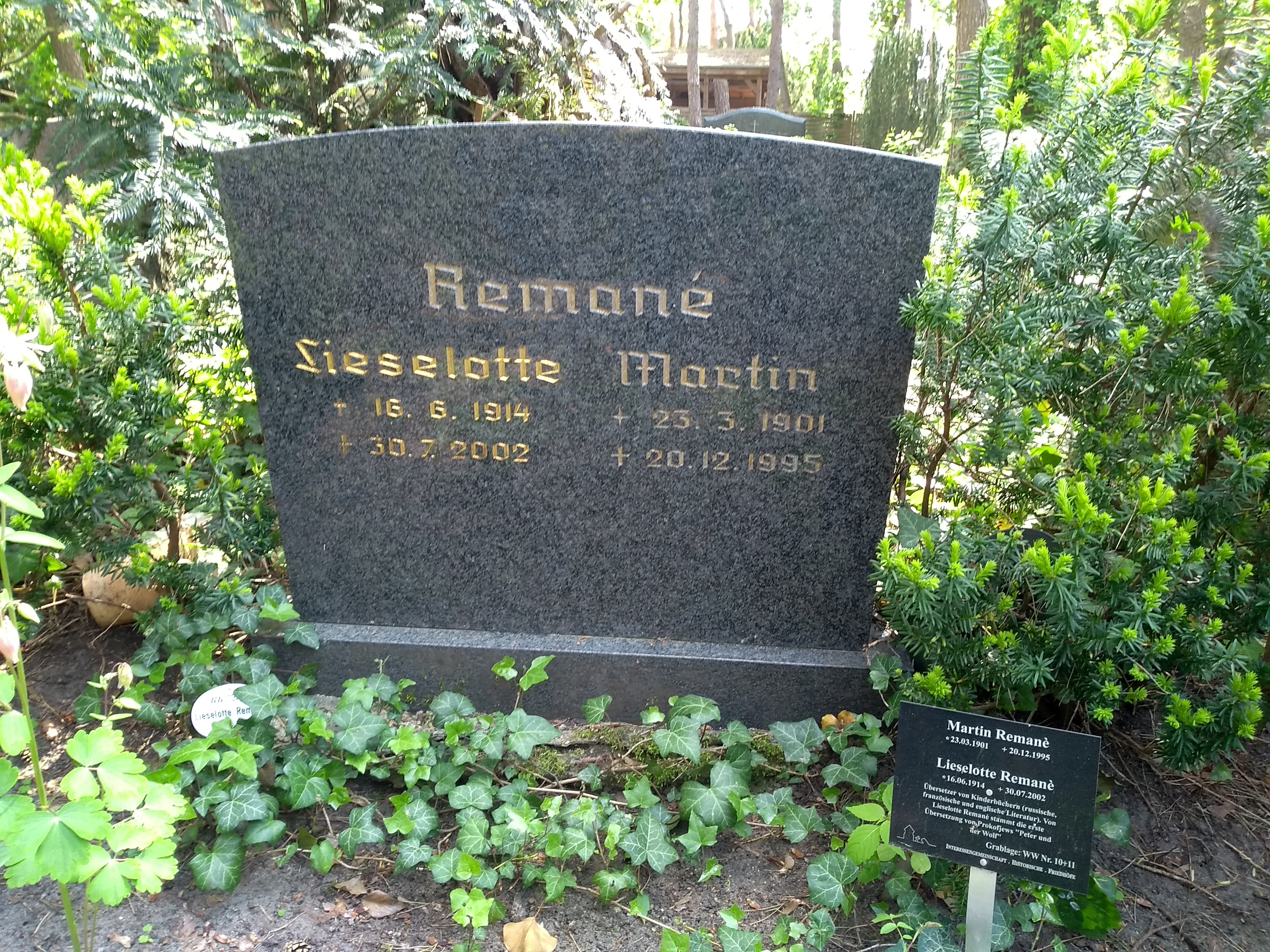
Grab auf dem Waldkirchhof Mahlsdorf

Remané war der Sohn eines Schneiders. Er absolvierte das humanistische Gymnasium und ein Lehrerseminar. Danach arbeitete er in Berlin zwei Jahre als Buchhändler und von 1923 bis 1941 als Reklame-Grafiker. Das Adressbuch verzeichnete ihn mit der Adresse Viktoria-Luise-Platz 12.
Von 1941 bis 1945 nahm Remané als Soldat der Wehrmacht am Zweiten Weltkrieg teil. Nach der Entlassung aus der sowjetischen Kriegsgefangenschaft war er 1946 in Berlin Pressereferent und dann bis 1948 Redakteur bei der Täglichen Rundschau, deren Lyrikpreis er 1946 erhielt. Ab 1948 arbeitete er in Berlin als freischaffender Schriftsteller. Das erste Mal trat er in diesem Jahr mit dem Gedichtband Zwischenrufe an die Öffentlichkeit. Bedeutung erlangte er vor allem als lyrischer Nachdichter und Übersetzer aus dem Russischen, aber auch aus dem Polnischen, Ungarischen und dem Französischen. Zudem schrieb er die Liedtexte für den Puppentrickfilm Die seltsame Historia von den Schiltbürgern.
Remané war mit Lieselotte Remané verheiratet, mit der er bei einigen Übersetzungen zusammenarbeitete. Er war bis 1990 Mitglied des Schriftstellerverbands der DDR.
Das Grab des Ehepaars befindet sich auf dem Waldkirchhof Berlin-Mahlsdorf.

## Übersetzungen und Nachdichtungen bzw. Nacherzählungen (Auswahl)
- 1948: Iwan Krylow: Fabeln
- 1953: Pjotr Jerschow: Gorbunok
(Kinderbuchverlag Berlin)
- 1953: Adam Mickiewicz: Krim-Sonette
- 1954: Sergej Michalkow: Fabeln
- 1955: Jean de La Fontaine: Fabeln (Aufbau Verlag Berlin)
- 1957: Samuil Marschak: Das Katzenhaus
(Kinderbuchverlag, Berlin)
- 1957: Sandor Petöfi: Held János
- 1957: Juliusz Slowacki: Gedichte
- 1959: Samuil Marschak: Bärtig und gestreift
(Der Kinderbuchverlag Berlin)
- 1959/60: Pierre Jean de Beranger: Lieb war der König o la la
- 1962: Omar Chaijam: Durchblättert ist des Lebens Buch. Sinnsprüche (Nachdichtung aus dem Persischen)
- 1964/1968: François Villon: Sämtliche Werke (Rütten & Loening, Berlin)
- 1965: Aristide Bruant: Vierzig Chansons
- 1965: Georges Brassens: Zwanzig Chansons
- 1965: Nikolaj Nekrassow: Poeme und Gedichte
- 1966/1968: Sergej Puschkin: Poeme und Gedichte
- 1968: Werner Sundermann (Hrsg.): Lob der Geliebten.
Anthologie klassischer persischer Dichtungen
(Rütten & Loening, Berlin)
- 1970: Sandor Petöfi: Gedichte (Corvina Verlag, Budapest)
- 1970: Valentin Katajew: Die kleine eiserne Tür
(Verlag Kultur und Fortschritt, Berlin)
- 1973: Jewgenij Jewtuschenko: Unter der Haut der Freiheitsstatue.
Die Universität von Kasan. Zwei Dichtungen in Versen
(Hoffmann und Campe, Hamburg)
- 1974: Samuil Marschak: Vom klugen Mäuschen
(Der Kinderbuchverlag, Berlin)
- 1982: Iljas ben Jussuf Nisami: Die sieben Prinzessinnen.
Eine epische Dichtung
(Rütten & Loening, Berlin)
- 1982: Valentin Katajew: Meine Diamantenkrone. Verlag Volk und Welt, Berlin (mit Lieselotte Remané)

## Hörspiele
- 1949: Alexander Ostrowski: Schneeflöckchen (Übersetzung aus dem Russischen) – Bearbeitung und Regie: Hanns Farenburg (Hörspielbearbeitung – Deutschlandsender)
- 1979: Kazimierz Moczarski, Zygmunt Hübner, Władysław Broniewski: Gespräche mit dem Henker (Übersetzung aus dem Polnischen, gemeinsam mit Roswitha Buschmann) – Regie: Fritz Göhler (Hörspielbearbeitung – Rundfunk der DDR)
- 1988: Pjotr Jerschow: Gorbunok, das Wunderpferdchen (Übersetzung aus dem Russischen, gemeinsam mit Lieselotte Remané) – Bearbeitung und Regie: Norbert Speer (Hörspielbearbeitung, Kinderhörspiel – Rundfunk der DDR)

Quelle: ARD-Hörspieldatenbank